# Centaurea pallescens
Centaurea pallescens — вид рослин роду волошка (Centaurea), з родини айстрових (Asteraceae).

## Біоморфологічна характеристика
Однорічна рослина. Листки розсічені; краї зубчасті або пилчасті; прилистки відсутні. Квіточки рожеві, жовті, кремові. Період цвітіння: березень, квітень, травень.

## Середовище проживання
Країни проживання: Ізраїль, Йорданія, Єгипет, Ліван, Саудівська Аравія, Сирія, Ємен. Населяє пустелі, чагарникові степи.